# 陳国興
陳 国興（ちん こくこう、1945年8月27日 - ）は台湾の囲碁棋士。中国囲棋会六品、台湾棋院五段。名人1期など。

## 経歴
1970年（民国59年）にアマチュア四段。1977年に第2期名人戦で2位。台湾でプロ棋士制度の開始された1982年に九品（初段）となり、また初代棋士会会長を務めた。1987年、90年に国手戦挑戦者となり、いずれも陳長清に1勝4敗、3勝4敗で敗れる。1994年に六品。同年名人戦では勝抜戦出場者最年長で10勝を挙げて優勝、中環杯戦でも優勝。同年富士通杯に出場しベスト16進出、1回戦で劉小光戦に勝ったのは、この棋戦で中華台北代表としての日本・中国・韓国棋士に対する初勝利となった。

### タイトル歴
- 名人戦 1994年
- 中環杯囲棋オープン戦 1994年

### 他の棋歴
- 世界囲碁選手権富士通杯 ベスト16 1994年（○劉小光、×張文東）
- 名人戦 準優勝 1977、98年
- 国手戦 挑戦者 1987、90年